# Hjörtur
Hjörtur  è un nome proprio di persona islandese maschile.

## Origine e diffusione

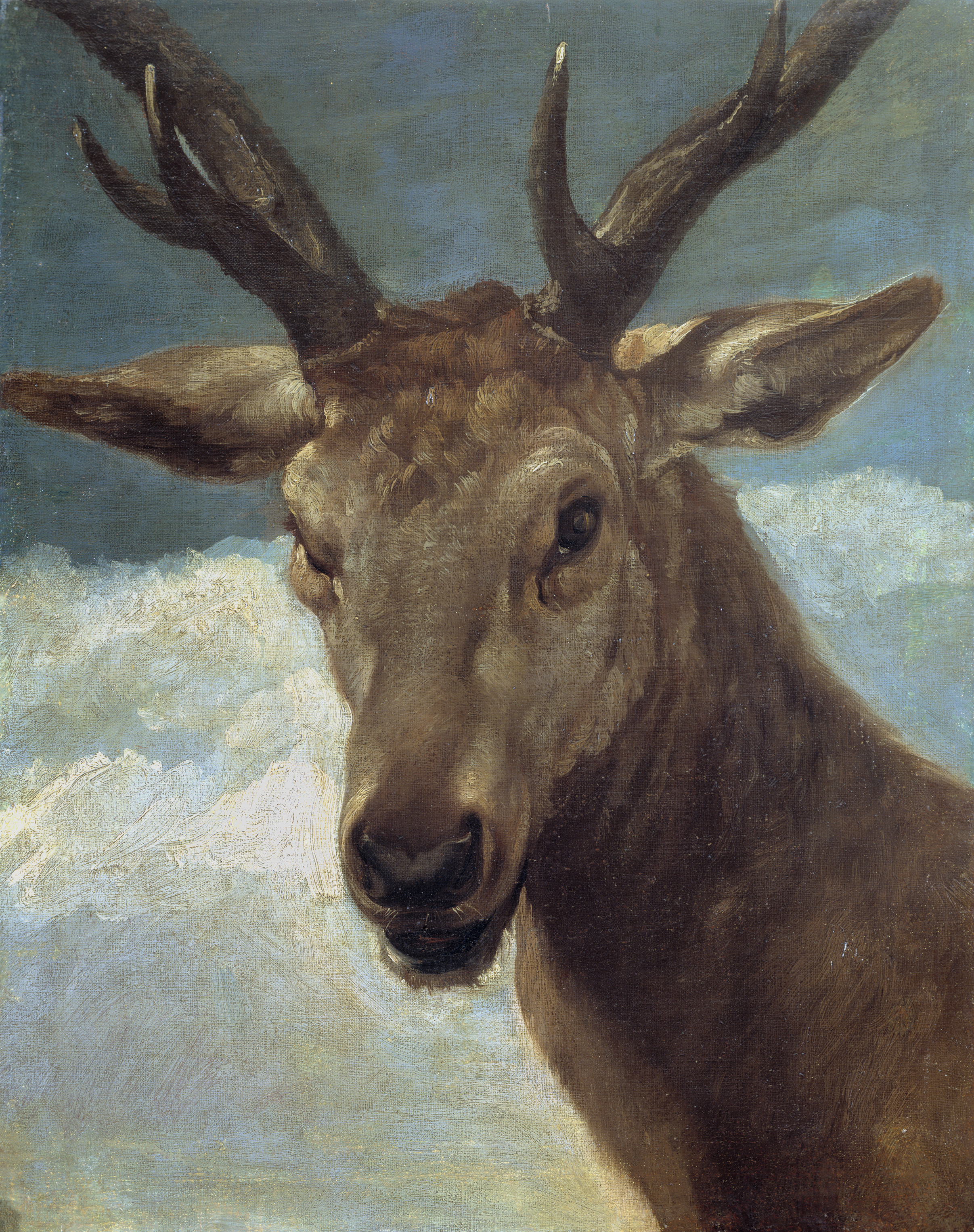
Testa di cervo, di Diego Velázquez

Significa "cervo" in islandese; è quindi analogo per significato ai nomi Buck ed Enikő.

## Onomastico
Il nome è adespota, ovverosia non esistono santi che lo portino; l'onomastico può essere festeggiato il 1º novembre, in occasione di Ognissanti.

## Persone
- Hjörtur Hermannsson, calciatore islandese
- Hjörtur Logi Valgarðsson, calciatore islandese